# Château de Bellevalle
Pour les articles ayant des titres homophones, voir Château de Belval.
Le château de Bellevalle, ou de Belval ou de Belleval, est un édifice situé à Chouain, en France.

## Localisation
Le monument est situé dans le département français du Calvados, à 1 km à l'ouest du bourg de Chouain, près de la route départementale 6.

## Architecture
L'édifice est inscrit au titre des Monuments historiques depuis le 25 juin 1928.